# Elfenweiher
Der Elfenweiher ist ein 2,2 Hektar großes Stillgewässer im Gebiet der baden-württembergischen Gemeinde Bergatreute im Landkreis Ravensburg in Deutschland.

## Lage
Der im Besitz der Stiftung Liebenau befindliche Weiher liegt auf einer Höhe von 599 m ü. NHN und rund 1,8 Kilometer südöstlich der Bergatreuter Ortsmitte, bei den Weilern Giras im Südosten und Witschwende im Nordwesten.

## Hydrologie
Der Weiher hat ein Einzugsgebiet von rund 141 Hektar. Bei einer Größe von 2,2 Hektar, einer mittleren Tiefe von 1,7 Metern und einer maximalen Tiefe von 3,9 Metern beträgt das Seevolumen rund 37.100 Kubikmeter.
Gespeist wird der „Elfenweiher“ über zwei aus Nordosten zulaufende Gräben.

Der Ablauf des „Elfenweihers“ erfolgt über den Girasweiher, den Mahlweiher und die Wolfegger Ach zum Bodensee und damit in den Rhein und letztendlich in die Nordsee.

## Ökologie
Seit 2000 sind Wolfegg (nur Einzugsgebiet) und Bergatreute mit dem „Elfenweiher“ am Aktionsprogramm zur Sanierung oberschwäbischer Seen beteiligt. Ein wichtiges Ziel dieses Programms ist, Nährstoffeinträge in Bäche, Seen und Weiher zu verringern und die Gewässer dadurch in ihrem Zustand zu verbessern und zu erhalten.
Das Einzugsgebiet des Weihers wird zu 35 Prozent für die Wald- und 55 Prozent für die Landwirtschaft – davon 65 % Grün- und 32 % Ackerland – genutzt.
| Jahr                                     | 2000  | 2001   | 2008   | 2016  | 2017  |
| Gesamt PO4-Phosphor (µg/l)               | 62,00 | 101,00 | 149,00 | 46,00 | 75,00 |
| Chlorophyll a (µg/l)                     | 24,00 | 82,00  | 149,00 |       |       |
| Chlorophyll a-Spitze (µg/l)              | 52,00 | 199,00 | 311,00 |       |       |
| anorganischer Gesamt-Stickstoff a (mg/l) |       | 4,50   | 3,75   |       |       |
| Sichttiefe (m)                           | 1,60  | 1,20   | 0,90   |       |       |
| Trophiestufe                             |       |        |        |       | p1    |